# Cantó d'Eaubonne
El cantó d'Eaubonne és un antic cantó francès del departament de Val-d'Oise, que estava situat al districte de Pontoise. Comptava amb el municipi d'Eaubonne.
Al 2015 va desaparèixer i el seu territori va passar a formar part del cantó d'Ermont.

## Municipis
- Eaubonne

## Història
| Data d'elecció                           | Identitat         | Partit              | Qualitat |
| ---------------------------------------- | ----------------- | ------------------- | -------- |
| 1967-1979                                | André Petit       | CD, després UDF-CDS |          |
| 1979-2004                                | Guy Bonnet        | UDF-CDS             |          |
| 2004-                                    | François Balageas | PS                  |          |
| les dades anteriors no són pas conegudes |                   |                     |          |
|                                          |                   |                     |          |

## Demografia
| A partir de 1990: Població sense dobles comptes |